# Classement World Rugby des équipes nationales féminines de rugby à XV
Cet article concerne le classement World Rugby féminin. Pour le classement masculin, voir Classement World Rugby des équipes nationales de rugby à XV masculin.
Le classement World Rugby des équipes nationales féminines de rugby à XV est un classement créé en 2016 par World Rugby pour permettre de comparer les performances des équipes nationales féminines de rugby à XV. Il est publié pour la première fois le 25 janvier 2016, mais ce premier classement prend en compte tous les résultats depuis 1987.

## Principes
Comme pour les équipes masculines, le classement est fondé sur un système d'échange de points. Après chaque match international, l'équipe gagnante prend des points à l'équipe perdante. Le nombre de points échangés dépend de la différence de points entre les deux équipes au début du match : il est plus important si l'équipe la moins bien classée remporte le match. Cependant, il est plafonné et varie entre 0 et 2.
Les victoires par plus de quinze points d'écart augmentent le nombre de points échangés de 50 % et les matchs de phase finale de Coupe du monde valent double. Tous les autres matchs internationaux sont traités de la même manière, qu’il s’agisse de matchs de compétitions internationales ou de rencontres amicales. Par ailleurs, l'avantage de jouer à domicile est également pris en compte en considérant l'équipe recevante plus forte de trois points.
Toutes les nations ont un nombre de points compris entre 0 et 100, celui de l'équipe classée en tête étant habituellement supérieur à 90.

## Classement
Les variations de places sont par rapport à la semaine précédente.
| Rang actuel | Pays                            | Points | Variation +/- |
| ----------- | ------------------------------- | ------ | ------------- |
| 1           | Angleterre                      | 97.56  | 0             |
| 2           | Canada                          | 89.77  | 0             |
| 3           | Nouvelle-Zélande                | 88.74  | 0             |
| 4           | France                          | 85.92  | 0             |
| 5           | Irlande                         | 79.17  | 0             |
| 6           | Australie                       | 76.31  | +2            |
| 7           | Italie                          | 76.06  | -1            |
| 8           | Écosse                          | 75.33  | -1            |
| 9           | Pays de Galles                  | 72.18  | 0             |
| 10          | États-Unis                      | 72.05  | 0             |
| 11          | Japon                           | 68.83  | 0             |
| 12          | Afrique du Sud                  | 68.04  | 0             |
| 13          | Espagne                         | 63.31  | 0             |
| 14          | Fidji                           | 59.98  | 0             |
| 15          | Samoa                           | 59.72  | 0             |
| 16          | Hong Kong                       | 57.56  | 0             |
| 17          | Pays-Bas                        | 57.42  | 0             |
| 18          | Russie                          | 55.10  | 0             |
| 19          | Kazakhstan                      | 53.88  | 0             |
| 20          | Kenya                           | 50.68  | 0             |
| 21          | Suède                           | 49.31  | 0             |
| 22          | Allemagne                       | 49.03  | 0             |
| 23          | Portugal                        | 48.12  | 0             |
| 24          | Belgique                        | 47.28  | 0             |
| 25          | Brésil                          | 45.96  | 0             |
| 26          | Tonga                           | 43.53  | 0             |
| 27          | Chine                           | 43.34  | 0             |
| 28          | Mexique                         | 43.20  | 0             |
| 29          | Ouganda                         | 42.68  | 0             |
| 30          | Trinité-et-Tobago               | 42.43  | 0             |
| 31          | Madagascar                      | 42.34  | 0             |
| 32          | Croatie                         | 41.96  | 0             |
| 33          | Finlande                        | 41.78  | 0             |
| 34          | Colombie                        | 41.68  | 0             |
| 35          | Andorre                         | 40.89  | 0             |
| 36          | Tunisie                         | 40.84  | 0             |
| 37          | Cameroun                        | 40.70  | 0             |
| 38          | Jamaique                        | 39.98  | 0             |
| 39          | Lettonie                        | 39.94  | 0             |
| 40          | Roumanie                        | 39.86  | 0             |
| 41          | Tchéquie                        | 38.56  | 0             |
| 42          | Bulgarie                        | 36.23  | 0             |
| 43          | Norvège                         | 35.89  | 0             |
| 44          | Papouasie-Nouvelle-Guinée       | 35.41  | 0             |
| 45          | Danemark                        | 34.68  | 0             |
| 46          | Singapour                       | 34.06  | 0             |
| 47          | Zambie                          | 33.95  | 0             |
| 48          | Guyana                          | 33.63  | 0             |
| 49          | Sénégal                         | 33.16  | 0             |
| 50          | Zimbabwe                        | 32.71  | 0             |
| 51          | Bosnie-Herzégovine              | 32.00  | 0             |
| 52          | Inde                            | 31.60  | 0             |
| 53          | Thaïlande                       | 30.35  | 0             |
| 54          | Côte d'Ivoire                   | 29.85  | 0             |
| 55          | Suisse                          | 29.46  | 0             |
| 56          | Ouzbékistan                     | 29.40  | 0             |
| 57          | Burkina Faso                    | 29.32  | 0             |
| 58          | Îles Caïmans                    | 28.95  | 0             |
| 59          | Botswana                        | 27.30  | 0             |
| 60          | Philippines                     | 27.16  | 0             |
| 61          | Luxembourg                      | 26.83  | 0             |
| 62          | Namibie                         | 26.14  | 0             |
| 63          | Serbie                          | 25.79  | 0             |
| 64          | Barbade                         | 24.06  | 0             |
| 65          | Saint-Vincent-et-les-Grenadines | 22.71  | 0             |
| 66          | Bahamas                         | 21.67  | 0             |

## Règle de calcul des points échangés
Pour calculer le nombre de points gagnés ou perdus par une équipe après un match, on calcule d'abord {\displaystyle D}, la différence de points qu'elle a avec l'équipe adverse avant le match :
avec
- {\displaystyle B=3}  si l'équipe joue à domicile,
- {\displaystyle B=-3}  si elle joue à l'extérieur,
- {\displaystyle B=0}  si le match se joue sur terrain neutre.

Ce nombre {\displaystyle D} est compris entre  {\displaystyle -10} et {\displaystyle +10}  (si l'on a un écart de 13 par exemple, alors  {\displaystyle D=10}).
Le nombre de points échangés est linéaire selon {\displaystyle D}, et pour le calculer on calcule d'abord un nombre {\displaystyle P}, selon la formule suivante : 
- {\displaystyle P=1-D/10}  si l'équipe gagne;
- {\displaystyle P=-1-D/10}  si l'équipe perd;
- {\displaystyle P=-D/10}  s'il y a match nul.

Ainsi, en cas de victoire de l'équipe, on a  {\displaystyle P=2}  si  {\displaystyle D=-10}  (victoire surprenante) mais  {\displaystyle P=0}  si  {\displaystyle D=10}  (victoire prévisible).
De même, en cas de défaite, on a  {\displaystyle P=-2}  si {\displaystyle D=10}  mais {\displaystyle P=0}  si {\displaystyle D=-10}. Après un match nul, {\displaystyle P=-1}  si {\displaystyle D=10}  et {\displaystyle P=1}  si  {\displaystyle D=-10}.
Enfin, selon le score et l'importance du match, on prend en compte un coefficient multiplicateur {\displaystyle C}, par lequel on va multiplier {\displaystyle P} pour obtenir le nombre de points échangés. On a:
- {\displaystyle C=1}  pour une victoire de 15 points ou moins;
- {\displaystyle C=1.5}  pour une victoire avec plus de 15 points d'écart;
- {\displaystyle C=2}  pour une victoire en Coupe du monde, avec 15 points d'écart ou moins;
- {\displaystyle C=3}  pour une victoire en Coupe du monde, avec plus de 15 points d'écart.

En définitive, le nombre de points de l'équipe varie donc de {\displaystyle C\times P}  points. À noter que celui de l'équipe adverse variera en revanche de {\displaystyle -C\times P}  points (le calcul est exactement le même, on prend seulement à chaque fois une valeur de {\displaystyle D} et de {\displaystyle P} opposée).